# 洞城 (飛騨市)
洞城（ほらじょう）は、岐阜県飛騨市神岡町麻生野にあった日本の城。別名を麻生野城（あそやじょう）と称する。江馬氏城館跡を構成する遺跡の一つとして昭和55年（1980年）3月21日に国の史跡に指定された。
高原郷と鎌倉街道を繋ぐ上宝道を見下ろす位置にあり、高原川の支流である麻生野川の北側にある山の上に築かれている。麓には下麻生野の集落がある。主郭は東西42m、南北13mで、西側に東西33m、南北14mの副郭、南側に腰曲輪を備える。腰曲輪と主郭は土橋で結ばれ、さらに虎口と櫓台で守りを固めている。また、東側の尾根筋からの攻撃に備えて10m以上の深さを持つ堀切が設けられており、こちらも櫓台を築いて監視できるようにしている。
天正年間に麻生野慶盛が江馬輝盛に背いた際に攻められ、落城した。